# Emilio Bulgarelli
Emilio Bulgarelli (Reggio Calabria, 15 de febrero de 1917 - Nápoles, 2 de febrero de 1993) fue un jugador de waterpolo italiano.

## Biografía
Emilio Bulgarelli fue un defensa de waterpolo, que jugó la mayoría de su vida deportiva en el Rari Nantes Napoli. Con este equipo ganó el campeonato de Italia antes y después de la guerra en 5 ocasiones, 1939, 1941, 1942, 1949 y 1950. Bulgarelli además ganó otro título más con el Olona en 1947. Ese mismo año, compitió por su segundo campeonato europeo con la selección italiana y ganaron el oro. Un año después, en 1948 gana la medalla de oro olímpica en Londres.

## Clubs de waterpolo
- Rari Nantes Napoli ( Italia)
- Canottieri Olona Milano ( Italia)

## Títulos
Como jugador de club:
- 6 veces campeón del Campeonato de Italia de waterpolo masculino

Como jugador de waterpolo de la selección italiana:
- Oro en los juegos olímpicos de Londres de 1948
- Oro en el campeonato europeo de waterpolo de 1947